# Heinz-Kühn-Bildungswerk

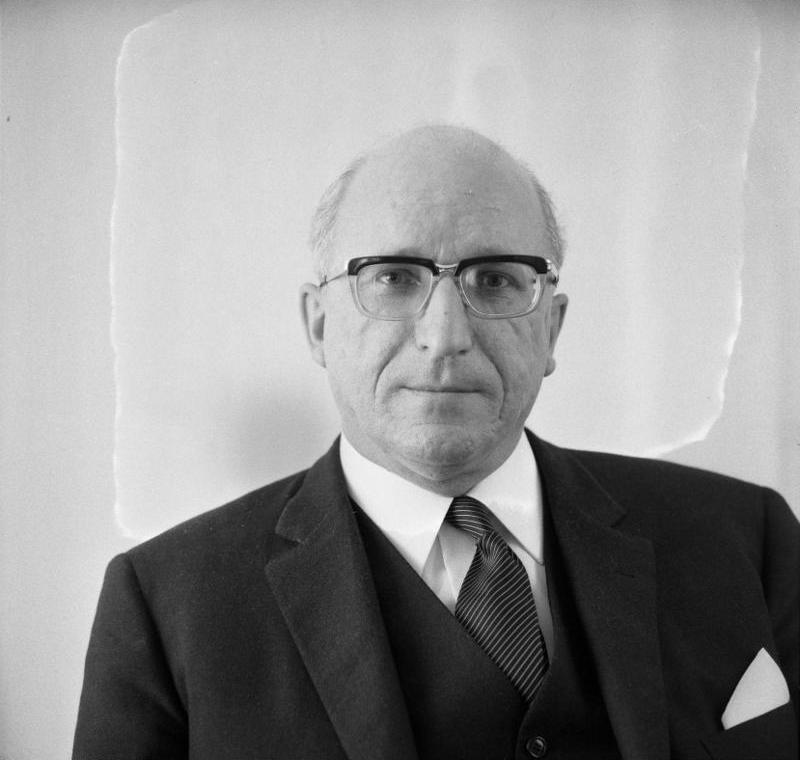
Heinz Kühn, 1966

Das Heinz-Kühn-Bildungswerk ist seit 1975 eine staatlich anerkannte Weiterbildungseinrichtung in Nordrhein-Westfalen mit Standorten in Dortmund und Köln. Träger ist der SBG-Zentralausschuss e.V. Das Bildungswerk veranstaltet Tagungen, Seminare, Bildungsurlaub und Studienfahrten zu gesellschaftspolitischen Themen. Nach eigenen Angaben sollen damit das demokratische Verantwortungsbewusstsein gestärkt, die kritische Urteilsbildung gefördert und der Dialog unterschiedlicher gesellschaftlicher Gruppen ermöglicht werden.

## Geschichte
Bereits in den 1920er-Jahren existierte das Sozialistische Bildungswerk, dessen Vorbild wiederum die Arbeiterbildungsvereine des 19. Jahrhunderts waren, in denen der deutsche Arbeiter seine Bildung seinen Interessen entsprechend vertiefen konnte.
Die Entstehung des Heinz-Kühn-Bildungswerks ist auf die Sozialistischen Bildungsgemeinschaften (SBG) zurückzuführen. Im Jahr 1947 gründete Heinz Kühn eine erste informelle Bildungsgemeinschaft. Bei regelmäßigen Treffen referierte Kühn über die Geschichte der Arbeiterbewegung in Deutschland und stellte mit Willi Eichler ein Forum über den Austausch über Grundsätze eines neuen Parteiprogramms her. In der inhaltlichen Arbeit wurde vor allem politisches Wissen vermittelt, das die Belastungen durch den Nationalsozialismus zu überwinden versuchte und demokratisches Bewusstsein erzeugen und stärken wollte.
Als Meilenstein der eigenen Geschichte bezeichnet das Bildungswerk das Weiterbildungsgesetz aus dem Jahr 1975 (in der Amtszeit des Ministerpräsidenten Heinz Kühn). Hier wurde die Förderung politischer Bildungsarbeit juristisch fixiert.

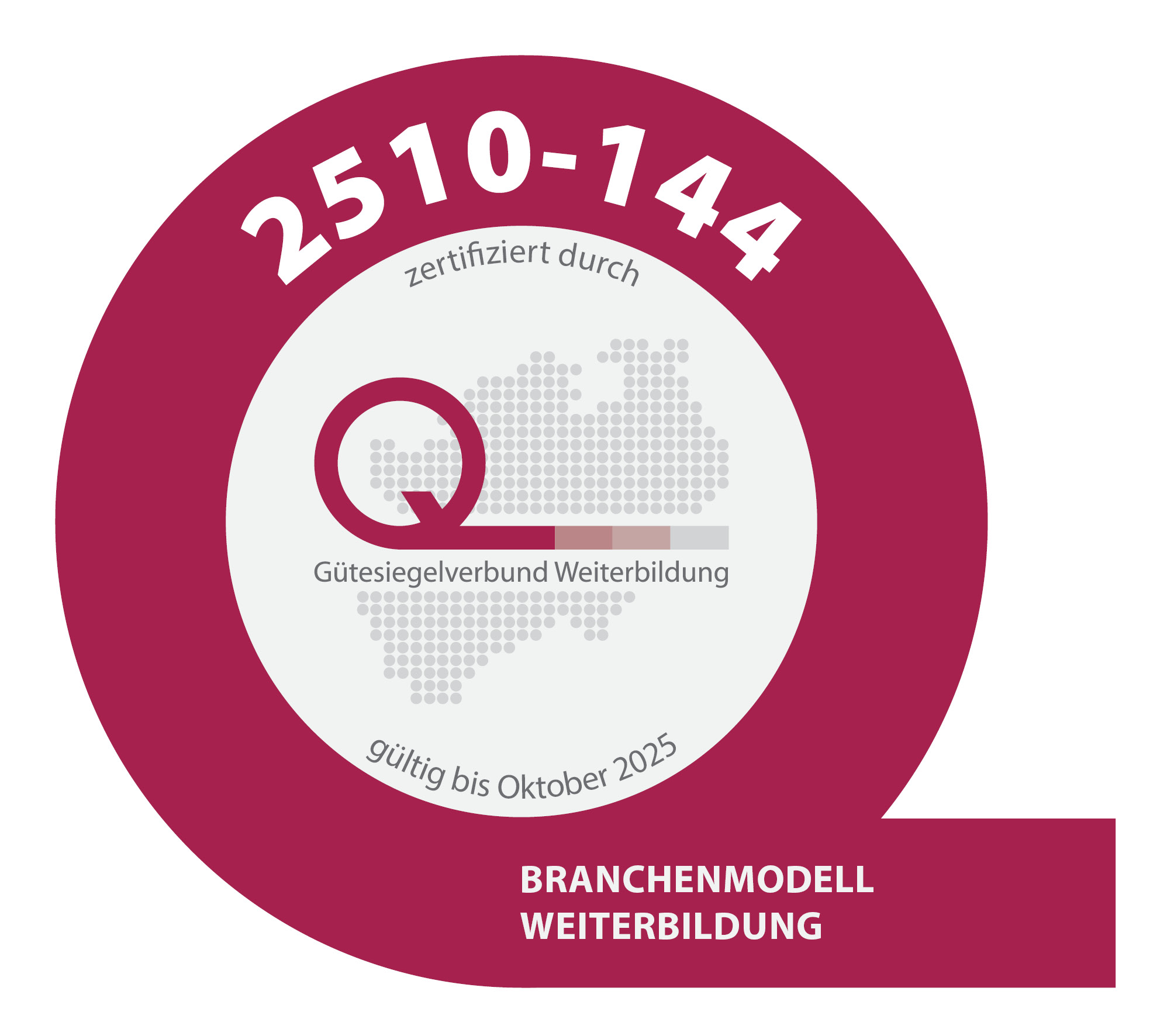
Zertifikat für „Qualität in der Weiterbildung“

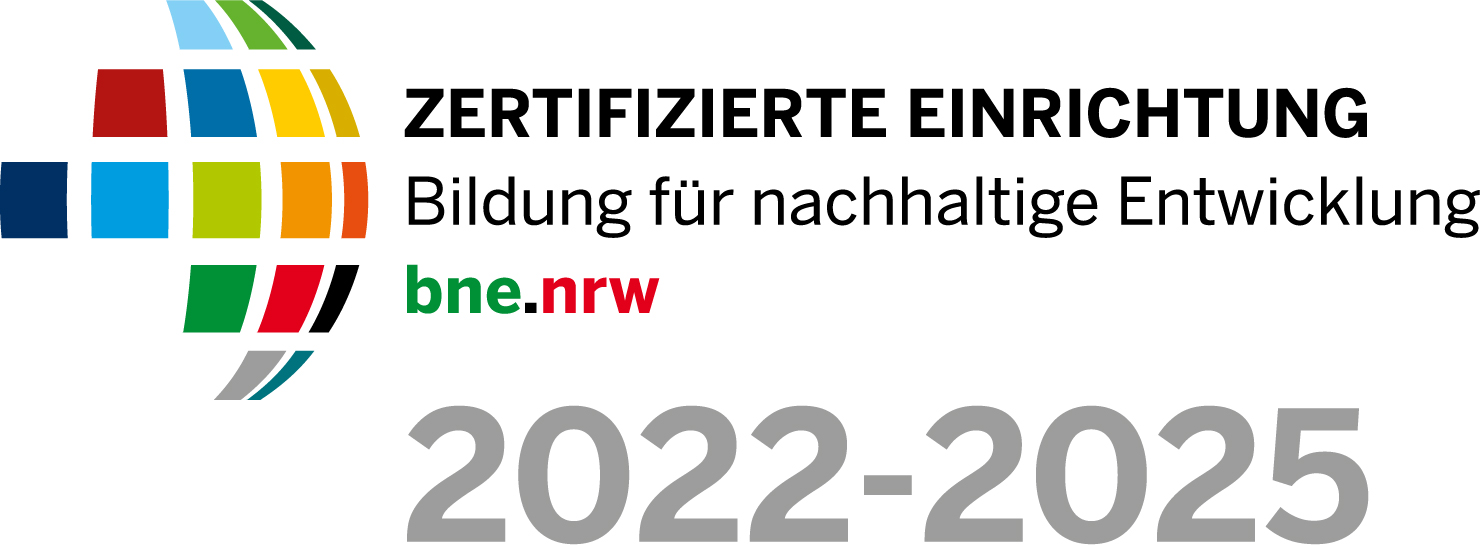
Zusatzzertifikat „Bildung für nachhaltige Entwicklung“

## Profil
Die Themen des Heinz-Kühn-Bildungswerks umfassen die Deutsche Einheit, Europa, Grundfragen der Demokratie und politischen Systeme, Partizipation und Wahlen.
Wichtige Themenbereiche sind die Fragen der Wiedervereinigung und der politischen, wirtschaftlichen und gesellschaftlichen Entwicklung der neuen Bundesländer, aber auch zur Geschichte der DDR, SED und der Stasi. Als weiterer Schwerpunkt der politischen Bildung wird die Europäische Integration bezeichnet. Das Bildungswerk gibt an hier über die Grundlagen der Europäischen Union von den Römischen Verträgen bis hin zur Europäischen Verfassung informieren zu wollen. Das Bildungswerk ist nicht an ein festes Tagungshaus gebunden, sondern organisiert seine Seminare flexibel an verschiedenen Orten im In- und Ausland.

## Studienseminare
Das Heinz-Kühn-Bildungswerk richtet regelmäßig Studienseminare in Berlin, Straßburg und Brüssel aus. Die Teilnehmenden haben die Chance, Demokratie hautnah zu erleben und ein tieferes Verständnis für politische Systeme und demokratische Prozesse zu gewinnen. Während der mehrtägigen Seminare besuchen die Teilnehmenden bedeutende demokratische Institutionen und diskutieren direkt mit Abgeordneten über aktuelle Themen und Herausforderungen. Dieses Angebot richtet sich an Schulklassen ebenso wie Personen, die sich privat weiterbilden oder im Rahmen eines Bildungsurlaubs an Seminaren teilnehmen möchten.

## Gedenkstättenseminare
Gedenkstättenseminare gehören zum Kernangebot des Heinz-Kühn-Bildungswerks. Das Unbegreifliche begreifbar zu machen ist in diesem Zusammenhang ein herausfordernder Prozess, den das Bildungswerk durch jahrzehntelange Erfahrung in gebotener Sensibilität zu vermitteln vermögen.
Die Annäherung durch intensive Gespräche mit überlebenden Zeitzeuginnen und Zeitzeugen fällt nach und nach weg. Mithilfe von Medien und innovativen Veranstaltungsformaten arbeitet das Heinz-Kühn-Bildungswerk mit den gängigen Methoden der Erinnerungskultur. Regelmäßig bietet die Einrichtung daher mehrtägige Gedenkstättenseminare im In- und Ausland an. Zu wiederkehrenden Angeboten zählen Auschwitz/Krakau, Theresienstadt/Prag, Dachau/München, Buchenwald/Weimar und viele andere. Die angebotetenen Gedenkstättenseminare können im Rahmen eines Bildungsurlaubs besucht werden.

## Zertifizierung
Das Heinz-Kühn-Bildungswerk hat am 1. Oktober 2010 zum ersten Mal das Zertifikat für Qualität in der Weiterbildung erhalten. Die Rezertifizierung 2013, 2016, 2019 sowie 2022 bestätigte die hohen Qualitätsstandards des Bildungswerks. Im Jahr 2022 erhielt das Heinz-Kühn-Bildungswerk vom Gütesiegelverbund Weiterbildung erstmal das Zusatzzertifikat „Bildung für nachhaltige Entwicklung“ (BNE). Bildung für nachhaltige Entwicklung will systemisches Denken und nachhaltiges Handeln vermitteln. Mit ihr werden Menschen in die Lage versetzt, Wissen über Nachhaltigkeit anzuwenden und Ansätze einer nicht nachhaltigen Entwicklung erkennen zu können. BNE ergänzt und erweitert die klassische Umweltbildung mit Gerechtigkeitsempfinden miteinander und hinterfragt Konsum- und Verhaltensweisen auf ihre Zukunftsfähigkeit. Das Heinz-Kühn-Bildungswerk bietet Seminare an, die Kompetenzen im Sinne einer nachhaltigen Bildung fördern.

## Belege
1. 1 2  Heinz Kühn Bildungswerk – SGK NRW. Abgerufen am 22. Juni 2023.
2. ↑  Politische Bildung. In: Heinz-Kühn-Bildungswerk. Abgerufen am 22. Juni 2023 (deutsch).
3. ↑  Geschichte. Abgerufen am 22. Juni 2023.
4. ↑  Bundeszentrale für politische Bildung: Heinz-Kühn-Bildungswerk - SBG-Zentralausschuss e.V. | bpb. Abgerufen am 22. Juni 2023.
5. ↑  Über uns. Abgerufen am 7. Februar 2024 (deutsch).
6. ↑  Bundeszentrale für politische Bildung: Heinz-Kühn-Bildungswerk - SBG-Zentralausschuss e.V. Abgerufen am 27. März 2024.
7. ↑  Heinz-Kühn-Bildungswerk - Jan Zajic - Dortmund - weiterbildung-mv.de. Abgerufen am 27. März 2024.
8. ↑  Gedenkstättenseminare. Abgerufen am 27. März 2024.
9. ↑  Heinz-Kühn-Bildungswerk. Abgerufen am 27. März 2024.